# Montes de la Maddalena
Los Montes de la Maddalena son una cordillera italiana, declarada Lugar de Importancia Comunitaria. Situada en posición sur, suroeste respecto a la ciudad de Potenza, la zona de los montes Pierfaone, Volturino y Viggiano constituye, junto a los Montes de la Maddalena, un complejo sistema montañoso, verdadera espina dorsal de los Apeninos lucanos.
Todo el comprensorio puede subdividirse en dos dorsales principales, de las que la más áspera e imponente es la constituida por las cimas de los montes Pierfaone y Arioso (1744 y 1722 metros), Serra di Calvello y Calvelluzzo (1.567 y 1.700 metros), Volturino y de la Madonna di Viggiano (1.836 y 1.727 metros). La cadena de la Maddalena, divisoria de aguas entre la región campana y la lucana, y cuyas cimas se presentan más dulces y menos elevadas, culmina en la Serra Longa y en el monte Cavallo que alcanzan, respectivamente, 1.503 y 1.401 metros de altura. 
Dichas dorsales, abriéndose en abanico con dirección noroeste/sureste, delimitan el alto valle del río Agri, dividiendo esta última de la vasta y profunda llanura entre las montañas de los Apeninos lucanos: el Vallo di Diano.

## El parque nacional
Gran parte de la zona montañosa ha entrado a formar parte del parque nacional de los Apeninos lucanos Valle del Agri Lagonegrese: montes Arioso, Pierfaone, Calvelluzzo, Volturino, Viggiano, Raparo, Sirino y la vertiente lucana de los montes de la Maddalena.

## Geología
Habiéndose encontrado calizas compactas y del Cretácico Inferior, de pizarras y arcillas, el geólogo De Giorgi, en sus Estudios de geología en los Apeninos meridionales de finales del siglo XIX, ha datado el origen de estas montañas en el período Cretácico.

## Hidrografía
La morfología de las vertientes montañosas han favorecido la formación de una densa red de aguas reflorencientes que van a alimentar, entre otros, el río Agri y el Basento, los dos mayores ríos lucaos por riqueza de aguas.

## Cimas principales

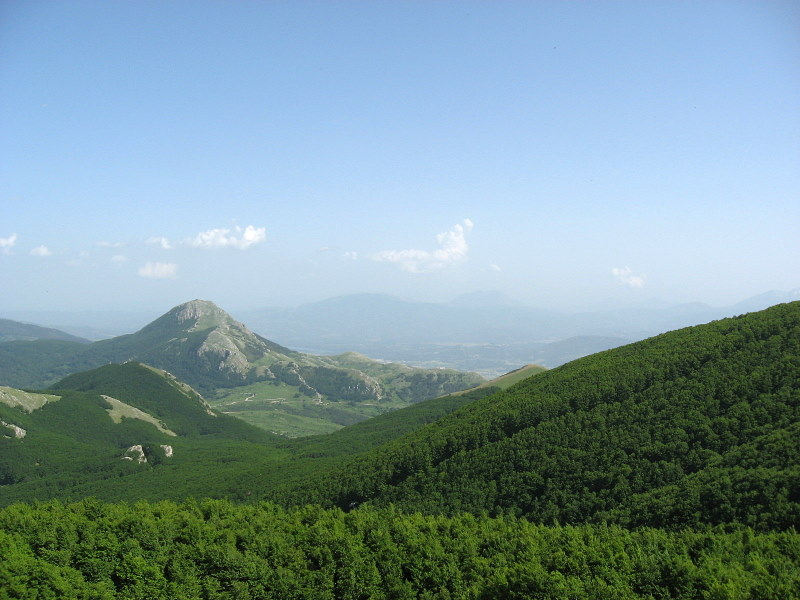
Montes Volturino y Viggiano.

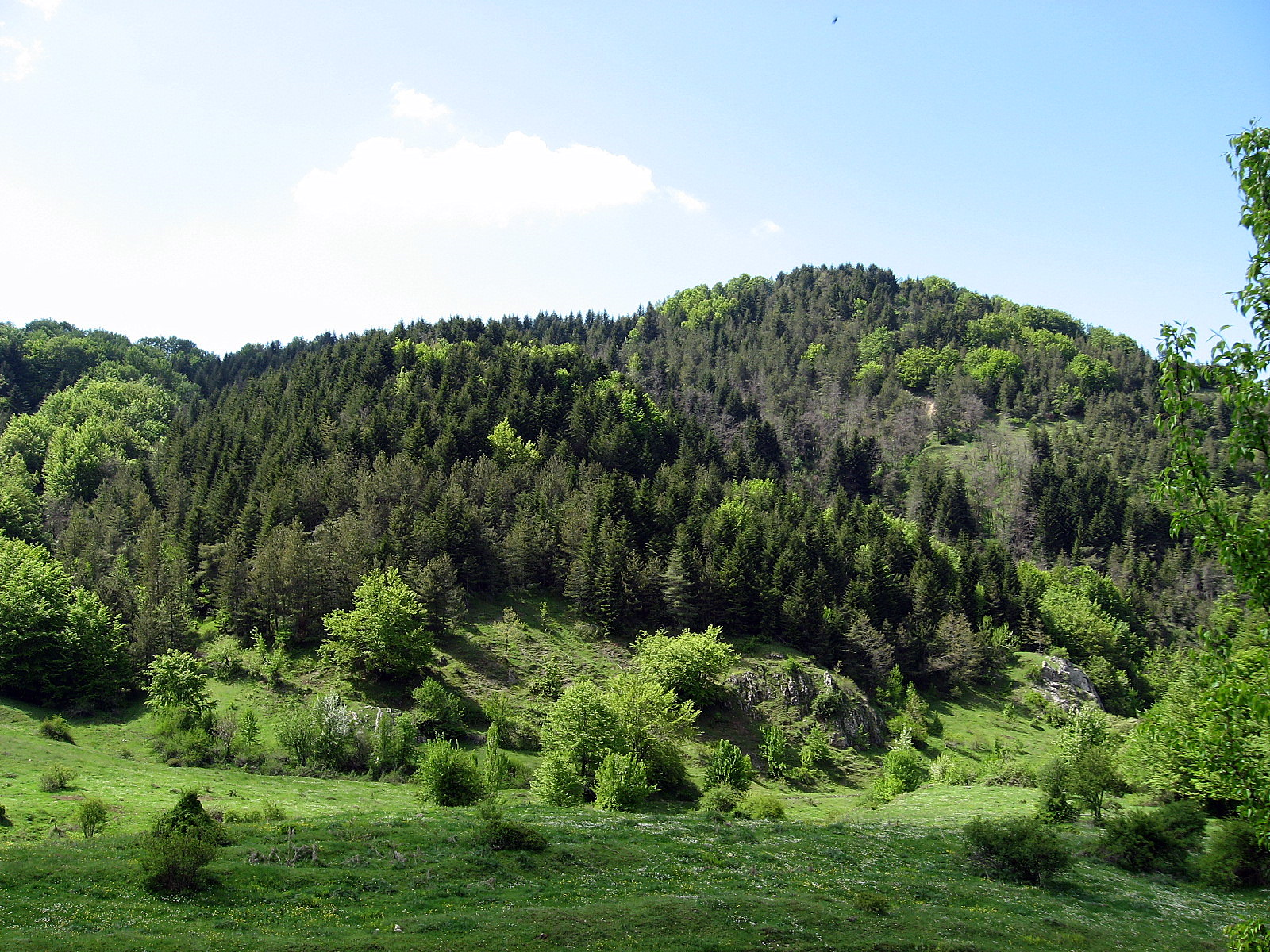
Bosque de abetos en Fossa Cupa.

| 1  | 1.836 m | Monte Volturino                 |  |
| 2  | 1.744 m | Monte Pierfaone                 |  |
| 3  | 1.727 m | Monte della Madonna di Viggiano |  |
| 4  | 1.722 m | Monte Arioso                    |  |
| 5  | 1.713 m | Serra Giumenta                  |  |
| 6  | 1.700 m | Monte Calvelluzzo               |  |
| 7  | 1.591 m | Monte Torrette                  |  |
| 8  | 1.580 m | Monte Pilato                    |  |
| 9  | 1.577 m | Monte Maruggio                  |  |
| 10 | 1.567 m | Serra di Calvello               |  |
| 11 | 1.503 m | Serra Longa                     |  |
| 12 | 1.491 m | Monte Caldarosa                 |  |
| 13 | 1.476 m | Monte S. Enoc                   |  |
| 14 | 1.475 m | Monte Serranetta                |  |
| 15 | 1.456 m | Montagna del Caperino           |  |
| 16 | 1.444 m | Monteforte                      |  |
| 17 | 1.401 m | Monte Cavallo                   |  |